# Object Linking and Embedding

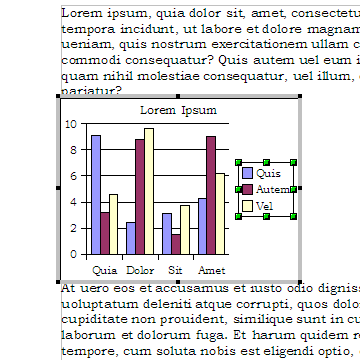
Ein Diagramm eingebettet in einem Textdokument

Object Linking and Embedding (OLE, engl. Objekt-Verknüpfung und -Einbettung) ist ein von Microsoft entwickeltes Objektsystem und Protokoll, das die Zusammenarbeit unterschiedlicher (OLE-fähiger) Applikationen und damit die Erstellung heterogener Verbunddokumente ermöglicht.

## Beispiel
Zum Beispiel kann eine Tabelle, welche mit einem Tabellenkalkulationsprogramm erstellt wurde, in ein Textdokument eingebunden werden. Die Besonderheit ist dabei, dass diese eingebettete Tabelle direkt aus dem Textprogramm heraus per Doppelklick mit dem ursprünglichen Programm bearbeitet werden kann. Dieses läuft dazu – erkennbar am geänderten Menüaufbau – als Rumpfprogramm innerhalb der Dokument-Applikation.

## Unterscheidung von Verlinkung und Einbettung
In ein Dokument können OLE-Objekte entweder verlinkt (object linking) oder eingebettet (object embedding) werden. Beim Verlinken entsteht eine Referenz auf das verknüpfte Objekt, das bei einer im Verbunddokument getätigten Bearbeitung entsprechend geändert wird. Beim Einbetten hingegen wird eine Kopie des Objekts im Verbunddokument integriert und nur diese wird verändert. Das Einbetten hat den Vorteil, dass das Verbunddokument von der Quelldatei des eingebundenen Objekts unabhängig ist. Allerdings benötigt das Verbunddokument mehr Speicherplatz.
Eine OLE-Verbindung in einem Verbunddokument kann u. a. mittels Drag & Drop (Verlinken) oder Copy & Paste (Einbetten) erstellt werden.

## Einsatzgebiete
Die OLE-Funktionalität steht unter Microsoft Windows als Betriebssystem-Komponente beliebigen Applikationen zur Implementierung zur Verfügung und wird innerhalb der Microsoft-Office-Produktfamilie – aber auch von anderen Herstellern von Windows-Applikationen – intensiv eingesetzt. Auch der Hauptkonkurrent des MS-Office-Pakets, LibreOffice, beherrscht diese Funktionalität. Es ist somit möglich, Microsoft-Objekte in Dokumenten des OpenDocument-Standards einzubinden und umgekehrt. Die Anwendungen beider Office-Pakete betten eingebundene Objekte in die Datei ein, so dass diese unabhängig vom Vorhandensein der Quelldateien der eingebundenen Objekte korrekt angezeigt werden.
Über jede auf einem Rechner verwendete, OLE unterstützende Entität (Programm, Dokument etc.) befinden sich Informationen (z. B. die Class ID) in der Windows-Registrierungsdatenbank.